# 道劳阿贵庙
道劳阿贵庙，藏语名“热西巴勒仓令”，蒙古语名“乌力吉图·赛音·朝格图寺”，位于内蒙古自治区鄂尔多斯市鄂托克旗查布苏木巴音陶勒盖嘎查，是一座藏传佛教格鲁派寺院。

## 简介
据说，从前有来自西藏及青海的七位喇嘛来到如今阿贵庙所在的这座小山包，每人挖掘一座洞窟，各自修习佛法多年，由此得“道劳阿贵”（“七眼窟”）。清朝雍正八年（1730年），鄂托克召的高僧们到西藏拉萨的大昭寺，禀报兴建道劳阿贵寺庙。乾隆三年（1738年），大喇嘛曹诺木劳赖在道劳阿贵兴建了一座小庙。乾隆四十四年（1779年），六世班禅自北京返回西藏途中，下榻于如今的查布敖包，道劳阿贵庙大喇嘛拜见六世班禅，为自己的庙请求赐名。六世班禅乃赐寺名“热西巴勒仓令”。
同治六年（1867年），该庙被回民起义军烧毁。1937年重修。重修后，该庙有藏式25间大经堂、12间石窟寺、主持喇嘛府邸9间、庙仓与厨房共6间，此外还有佛塔、转经殿。喇嘛住房共65间，常住喇嘛30多名。庙仓财产有羊2000余只，牛、马各十多头。该庙由转世喇嘛、总管、香灯师等7人组成庙管会。大经堂供奉释迦牟尼及其两位弟子、宗喀巴、天母、大黑天、密集金刚、胜乐金刚、阎罗王、白度母、白伞盖佛母、十六罗汉等。石窟寺供奉药师、阎罗王、骑狮护法神、五大神等。该寺全年分期举办法会90天，自农历六月十四日开始的45天夏令安居法会结束时，接着便祭敖包，举办夏宴，赛马、射箭、摔跤。